# Soyuz TMA-13
Soyuz TMA-13 foi uma missão da nave Soyuz à Estação Espacial Internacional. Sendo a 100ª missão tripulada do programa Soyuz. O lançamento ocorreu em 12 de outubro de 2008 do Cosmódromo de Baikonur. A missão permaneceu em órbita até 8 de abril de 2009.

## Tripulação
Tripulação lançada na Soyuz TMA-13
| Posição           | Tripulante       | Duração          | Pousou na    |
| ----------------- | ---------------- | ---------------- | ------------ |
| Comandante        | Yuri Lonchakov   | 178d 00h 13m 38s | Soyuz TMA-13 |
| Engenheiro de voo | Michael Fincke   | 178d 00h 13m 38s | Soyuz TMA-13 |
| Turista espacial  | Richard Garriott | 11d 20h 35m 17s  | Soyuz TMA-12 |

Tripulação retornada na Soyuz TMA-13
| Posição           | Tripulante      | Duração          | Lançou na    |
| ----------------- | --------------- | ---------------- | ------------ |
| Comandante        | Yuri Lonchakov  | 178d 00h 13m 38s | Soyuz TMA-13 |
| Engenheiro de voo | Michael Fincke  | 178d 00h 13m 38s | Soyuz TMA-13 |
| Turista espacial  | Charles Simonyi | 12d 19h 25m 52s  | Soyuz TMA-14 |

## Parâmetros da Missão
- Massa: 7.200 kg
- Perigeu: 352 km
- Apogeu: 362 km
- Inclinação: 51,60°
- Período orbital: 91,70 minutos

## Missão
A espaçonave levou os integrantes da Expedição 18 à ISS, o russo Yuri Lonchakov e o norte-americano Michael Fincke, que comandou a missão na estação orbital, além do turista espacial Richard Garriott, filho do ex-astronauta Owen Garriott, que pagou 35 milhões de dólares por uma estadia de uma semana na estação espacial e retornou à Terra em 24 de outubro, com os integrantes da Expedição 17, lançados em abril na nave Soyuz TMA-12.
No retorno, além da tripulação original, a nave trouxe de volta, depois de doze dias na ISS, o primeiro homem a ir duas vezes ao espaço como turista espacial, Charles Simonyi, que havia sido lançado em 26 de março na Soyuz TMA-14.